# Jean-Pierre d'Amico
Pour les articles homonymes, voir D'Amico.
Jean-Pierre d'Amico, également connu sous le nom de Santiana, né le 30 juillet 1946 à Issoire (Puy-de-Dome) et mort le 17 mars 2025, est un chanteur, auteur compositeur, directeur des programmes et animateur de radios, français,.

## Biographie

### Chanteur
Après avoir débuté en Auvergne comme chanteur et musicien au sein du groupe « Les Jaguars » et pour des orchestres de bals, notamment dans ceux de Camille Sauvage et Jean-Pierre Salvat, il enregistre un premier single en 1969, produit par Robert Stigwood, suivi d'un deuxième en 1972, sans réels succès. A partir de 1974, il devient populaire grâce à plusieurs tubes, sous le pseudonyme de Santiana, produits par les disques Carrère, intitulés: Je t'avais juré de t'aimer, Petite femme, Miss América et Mal d'amour, Mal de toi , tous composés par Michaële, Paul et Lana Sébastian pour leur label « Boona Music ». En tournée il fut accompagné par les musiciens du groupe de Franck Langolff, « Mardi sous la pluie ».
Compositeur sous le nom de J de Cathelineau et Jean-Pierre Santiana, contrairement aux rumeurs, il n'a jamais participé à la chanson Stars de la pub (L'avion décolle sur les Champs-Élysées) sortie en 1982. Il est l'auteur (entre-autres) du titre Si belle en 1980 pour Laurent Rossi et de Te Vas,  interprété par Corinne Sauvage et son groupe « Alicante » en 1990,.

### Directeur des programmes et animateur de radio
Jean-Pierre d'Amico fut, avant Max Guazzini, directeur des programmes et animateur pour la radio NRJ, de 1981 à 1984, dont il est l'un des cofondateurs avec Jean-Paul Baudecroux. Il réalisa à cette époque de nombreux jingles chantés.
De 1986 à 1988, il occupe la fonction de directeur opérationnel de la radio parisienne « Electric FM », présidée par Michel Giraud, propriété du groupe Bouygues .
Retiré sur l'île de Majorque en Espagne au début des années 2010, sa mort est annoncée sur son compte facebook, dans la nuit du 17 au 18 mars 2025, sans précisions du lieu et de la cause. Une messe à son attention fut célébré en présence de sa famille et de ses amis en l'église Saint-Sulpice à Paris, le 4 avril suivant.

## Discographie

### Singles
Sous le nom de D'Amico
- La Passion selon moi - Prisonnier de ce monde, Polydor 1969
- Première chaine - Les enfants, les mendiants, United Artists Records, 1972

Sous le nom de Santiana
- Je t'avais juré de t'aimer - Ton monde sera le mien, Carrère 1974
- Petite femme - Je veux vivre, Carrère 1974
- Miss América - Si tu a besoin d'un ami, Carrère 1975
- Mal d'amour, Mal de toi - Regarde une fille avec ton cœur, Carrère 1975
- Et pourtant je t'aime - Petite, il faut que je te dise, Carrère 1976

Sous le nom de Jean-Pierre Santiana
- L'aquarium - Je ne suis plus là, Vogue 1978. (titres composés par lui même, avec Didier Barbelivien et Lyvia d'Alche)

Un album 33 tours, « Mal d'amour, Mal de toi » est sorti en 1975. En 1989, ses chansons sont rééditées en CD sur l'album « Top Compilation »  Santiana, Mal d'amour, mal de toi (Production Binko Music/Carrère 936974) ,.